# Аксёнова, Анна Сергеевна
А́нна Серге́евна Аксёнова (Мы́льникова) (род. 23 июня 1926 года, Ленинград) — русская советская писательница-прозаик, детский писатель.

## Биография
Родилась в Ленинграде в 1926 году. В начале лета 1941-го в возрасте 15 лет вместе с мамой и маленьким братом отправилась на дачу. Начавшаяся война застала семью вдали от дома. Почти три месяца они пытались вернуться в Ленинград, пересаживались с поезда на поезд, не зная, что город окружён немцами. Наконец, вместе с другими эвакуированными они попали в Кировскую область. Три года Аксёновы прожили в селе Круглыжи; Аня вместе с мамой работала в колхозе, за это им начисляли трудодни и, что главное, выдавали немного продуктов. Лишь в августе 1944-го семья смогла возвратиться в Ленинград. В 1947 году Анна Аксёнова окончила естественно-географический факультет Ленинградского педагогического института. В 1950-е годы работала журналисткой на Крайнем Севере. А в конце 1950-х стала известна как писатель-прозаик.
В 2007 году умерла после продолжительной болезни в Севастополе.

## Творчество
Первый рассказ Аксёновой «Апельсин» был опубликован в 1958 году. В 1960-м вышла её первая книжка «Ясные звёзды». Яркой её работой стал перевод повести башкирского писателя Фаниля Асянова «Сын лесника» (1972). В начале 1980-х из-под пера писательницы вышла автобиографическая «взрослая» повесть «Три года домой» — воспоминания о военном времени и о селе Круглыжи, в котором семья Аксёновых нашла приют.
Более всего Аксёнова известна как детская писательница. Она автор двух десятков книг, среди которых знакомая многим читателям фантастическая повесть-сказка «Приключения Тимы и Тёмы» (1986) о дружбе мальчика и подземного человечка, который на поверхности земли становился легче воздуха и летал, словно воздушный шарик.